# Willy Zeller (Journalist, 1929)
Willy Zeller-Stadler (* 16. März 1929; † 12. November 2018 in Stäfa) war ein Schweizer Wirtschaftsjournalist.

## Leben und Wirken
Zeller absolvierte ein Studium der Ökonomie, das er 1953 an der Universität Zürich mit dem Doktorat abschloss. Seine Laufbahn begann er bei den Basler Nachrichten (1955 bis 1960).
Ab 1960 arbeitete er für die Neue Zürcher Zeitung (NZZ) als erster Korrespondent für die Europäische Gemeinschaft und die Benelux-Staaten in Brüssel. Aufgrund der Sachkompetenz, die er dabei aufbaute, galt er während Jahrzehnten als einer der besten Kenner der EWG, der EG und der EU in der deutschsprachigen Publizistik. Von 1987 bis 1994 leitete Zeller das Wirtschaftsressort der NZZ, ab 1991 wirkte er ausserdem als Stellvertreter des Chefredaktors. Er setzte in der Redaktion keine einheitliche Haltung in der Europa-Politik durch, trat aber selber als Verfechter des Gedankens der europäischen Integration 1992 in der umstrittenen Volksabstimmung über den EWR-Beitritt für ein Ja aus Vernunft ein.
1991 wurde Zeller von der Hochschule St. Gallen mit dem Ehrendoktorat der Wirtschaftswissenschaften ausgezeichnet.
Sohn René Zeller und Enkel Roman Zeller (Die Weltwoche) wurden ebenfalls Journalisten.

## Publikationen
- Die Schweiz in der europäischen Freihandelsordnung: Kommentar zum Abkommen mit den europäischen Gemeinschaften. Verlag Neue Zürcher Zeitung, Zürich 1972.
- Europa 92 und die Schweiz. Verlag Neue Zürcher Zeitung, Zürich 1988.
- Brevier der Marktwirtschaft: Kennzeichen einer liberalen Ordnung. Schweizerische Helsinki-Vereinigung, Bern 1997.